# Botaniceskie materialy Gerbarija Botaniceskogo instituta Uzbekistanskogo filiala Akademii nauk SSSR
Botaniceskie materialy Gerbarija Botaniceskogo instituta Uzbekistanskogo filiala Akademii nauk SSSR (abreviado Bot. Mater. Gerb. Bot. Inst. Uzbekistansk. Fil. Akad. Nauk S.S.S.R.) fue una revista con ilustraciones y descripciones botánicas que fue publicada en la URSS desde 1940 hasta 1941. Fue reemplazada por Bot. Mater. Gerb. Inst. Bot. Zool. Akad. Nauk Uzbeksk. S.S.R..